# BRIT School
La BRIT School para las Artes Escénicas y la Tecnología es un colegio situado en Croydon, Inglaterra, centrado en proveer educación y entrenamiento vocacional para la actuación, los medios, el arte y el diseño y la tecnología que hace todo eso posible. El colegio es notable por su elevado número de alumnos reconocidos, incluyendo a las cantantes Amy Winehouse, Leona Lewis, Adele, Jessie J, Tom Holland y FKA Twigs.
Establecido en 1992, el colegio está financiado por el Gobierno Británico con el apoyo de los Premios Brit y mantiene un estatus de colegio independiente de la autoridad educacional local.

## Historias

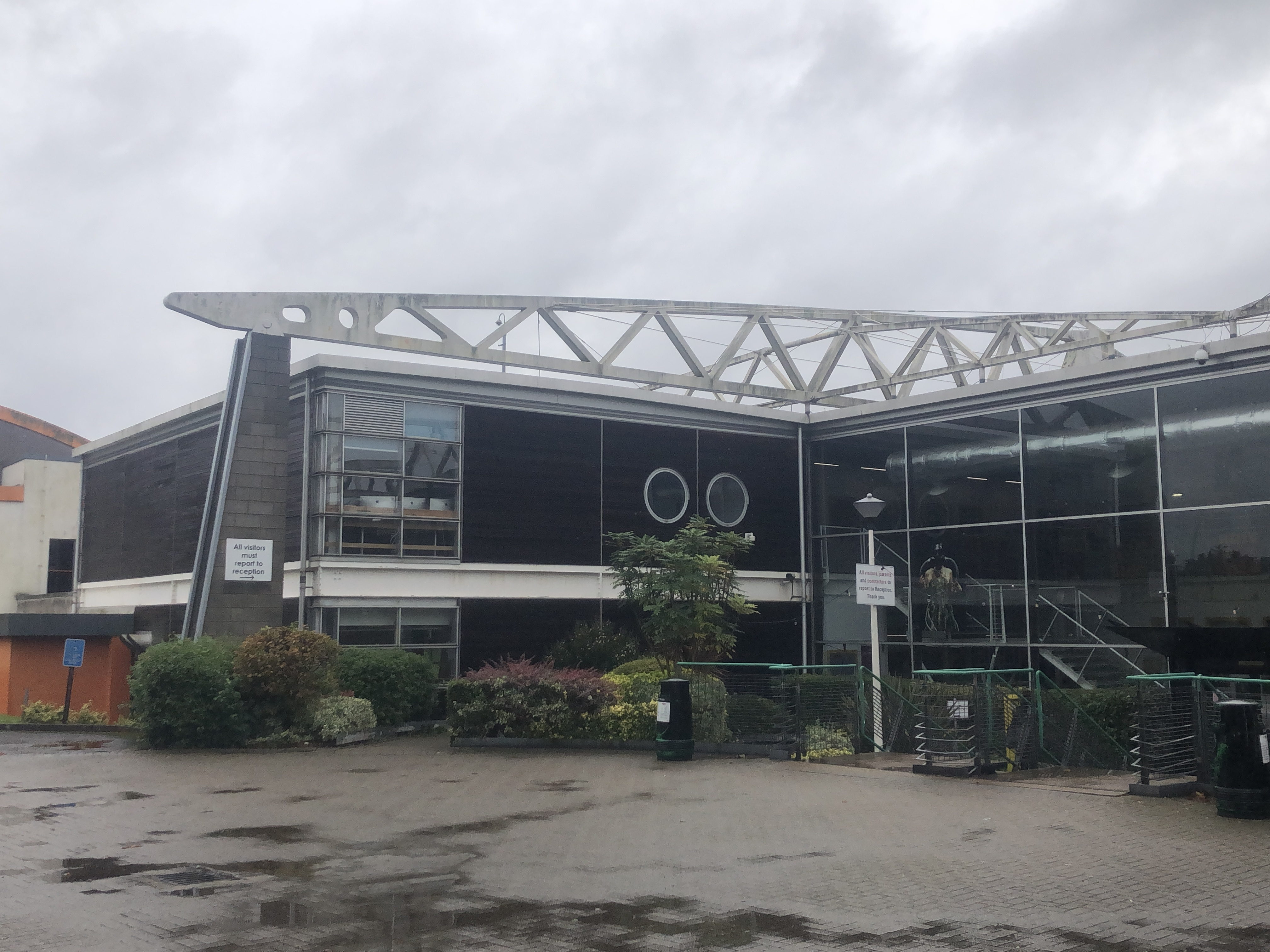
La Escuela BRIT de Artes Escénicas y Tecnología en Croydon, Londres, tomada en septiembre de 2024.

Mark Featherstone-Witty fue inspirado por la película de 1980 de Alan Parker, Fame para crear una escuela secundaria especializada en las artes escénicas. Cuando intentó recaudar fondos para el proyecto de School for Performing Arts Trust (SPA), ya había refindado su currículum. Se acercó a Sir Richard Branson, quien aceptó, con la condición de que otra compañías discográficas se unieran al proyecto.
En 20 años, el BRIT School ha sido el beneficiario de más de 7 millones de libras de la industria de la música británica, con una contribución substancial anual procedente de los Premios Brit, administrada por la organización caritativa, el BRIT Trust.
El colegio fue expandido en 2012, adquiriendo el edificio del Selhurst High School de al lado. Tres nuevos cursos, Artes de Teatro Técnico, Diseño digital interactivo y Práctica artística fueron añadidos a raíz de esto.
El antiguo principal de la escuela, Sir Nick Williams, fue hecho caballero en 2013 por sus servicios a la educación.

## Mandato
El colegio fue fundado el 1991 bajo el auspicio de la Ciudad Universitaria de la Tecnología (CUT) patrocinado por la British Record Industry Trust (BRIT). Casa año los Premios Brit recaudan dinero, parte de él es para patrocinar el colegio junto a otra caridades.
El colegio reconoce que la mayor parte de los estudiantes quieren lazar una carrera en los medios, en el entretenimiento y las industrias de la comunicación. Tiene dos teatros profesionales, el Obie Theatre, que puede albergar 324 personas en la audiencia y 500 de pie ; y el BRIT Theatre, que abrió en enero de 2012 y puede albergar una audiencia de 280 personas. También hay varios estudios de danza, estudios de teatro musical y estudios de radio y televisión.

## Plaza
La entrada a los cursos es inicialmente por solicitud. Si los que se presentan por una plaza tienen todos los requisitos, serán invitados a una entrevista o aución en su ámbito elegido (Comunicación Digital (BDC), Prácticas Artísticas (CAP), Danza, multimedia interactiva, Música, Teatro musical, Teatro técnico, Teatro y Artes visuales y diseño), además de cita para concoer a los tutores relevantes. La plaza para el curso de música incluye exámenes de música y una audición.

## Apariciones televisivas
- GMTV lanzó documentales sobre el BRIT School por una semana.
- En el programa de Alan Carr, Alan Carr: Chatty Man, habló sobre el BRIT School en un episodio estrenado el 13 de diciembre de 2010.
- Un episodio de Celebrity Masterchef fue grabado en el BRIT School en primavera de 2011.
- Un documental fue grabado y estrenado en canal CBBC.

## Crítica
A pesar de que el Brit school ha producido muchos alumnos exitosos, el colegio atrajo críticas: un artículo de 2011 de BBC News cuestionaba si los alumnos que asisten al Brit School tienen una ventaja injusta sobre los que no asisten.

## Alumnos notables
- Alex O'Connor (Rex Orange County)
- Stefan Abingdon (The Midnight Beast)*
- Lola Young (cantante/compositora)
- Ace and Vis (Presentadores de televisión/radio)
- Adele (cantante/compositora)
- Katy B (cantante/compositora)
- Marsha Ambrosius (Floetry)
- Karis Anderson (cantante, miembro del grupo femenino, Stooshe)
- Will Bayley (paralímpico)
- Bashy (rapero/actor)
- David Antunes (cantante/compositor)
- Tommy Bastow (actor/cantante)
- Billie Black (cantante)
- Dane Bowers (antiguo miembro de Another Level)
- Breakage (músico)
- Gemma Cairney (presentadora de televisión)
- Benjamin Coyle-Larner (rapero, bajo el nombre de Loyle Carner)
- Cush Jumbo (actor)
- Laura Dockrill (poeta, autor e ilustrador)
- Shawn Emanuel (cantante)
- Robert Emms (actor)
- Ella Eyre (cantante/compositora)
- The Feeling (banda)
- Tania Foster (cantante)
- Blake Harrison (actor)
- Lynden David Hall (cantante)
- Emily Head (actor)
- Imogen Heap (cantante)
- Tom Holland (actor)
- Daniel Huttlestone (actor/cantante)
- Jessie J (cantante)
- Eman Kellam (presentador/youtuber)
- The Kooks (banda)
- King Krule (cantante)
- Leona Lewis (cantante)
- Ashley Madekwe (actor)
- Mike Malyan (multinstrumentista, antiguo baterista de Monuments)
- Tara McDonald (cantante)
- Katie Melua (cantante)
- Jessica Morgan (cantante)
- Kate Nash (cantante)
- Noisettes (banda)
- Joel Pott (líder la banda Athlete)
- Stuart Matthew Price (cantante)
- Rizzle Kicks (banda)
- Raye (cantante)
- Polly Scattergood (cantante)
- Kellie Shirley (actor)
- Charlene Soraia (cantante)
- Natalie Stewart (Floetry)
- Nathan Stewart-Jarrett (actor)
- Nancy Sullivan (actriz)
- Twist and Pulse (artistas)
- Jeremy Warmsley (cantante)
- Rex Orange County (cantante)
- Rickie Haywood Williams (presentador, Kiss FM)
- Amy Winehouse (cantante/compositora)
- Jamie Woon (cantante)
- Adam Warne (cantante y multinstrumentista)
- Stefan Abingdon (The Midnight Beast)*